# Iron Fist (Album)
Iron Fist (deutsch Eiserne Faust) ist das fünfte Studioalbum der britischen Heavy-Metal-Band Motörhead. Es wurde am 17. April 1982 veröffentlicht, erhielt im Monat der Veröffentlichung in Großbritannien Silber-Status für 60.000 verkaufte Einheiten und erreichte als erstes Album der Band die US-amerikanischen Billboard 200. Zugleich ist es das letzte Album mit Gitarrist Eddie Clarke.

## Hintergründe
Nach dem Charterfolg des Livealbums No Sleep ’til Hammersmith wollte das Plattenlabel Bronze Records so schnell wie möglich das nächste Studioalbum veröffentlichen. Allerdings hatte die Band Schwierigkeiten, genügend neue Lieder zu schreiben. Es kam wegen finanzieller Belange zu Spannungen zwischen Gitarrist Eddie Clarke und Sänger und Bassist Lemmy Kilmister, zudem behinderte Schlagzeuger Phil Taylors Drogenkonsum die Aufnahmen. Als Produzent wurde zunächst Vic Maile engagiert, mit dem die Band Ace of Spades aufgenommen hatte. Phil Taylor gefiel der Sound der Probeaufnahmen nicht und verweigerte die weitere Arbeit mit Maile. Nachdem Verhandlungen mit anderen Produzenten an deren Honorarforderungen gescheitert waren, übernahm Eddie Clarke auf Drängen von Lemmy Kilmister die Produktion. Taylor nahm die Schlagzeugspuren auf und kehrte dem Studio den Rücken, Sänger Kilmister kam nur zu den Aufnahmen der Gesangsspuren ins Tonstudio. Beide überließen die Fertigstellung des Albums Clarke und dem Toningenieur Will Reid. Rückblickend bezeichnete Lemmy Kilmister es als Fehler, das Album ohne professionellen Produzenten aufgenommen zu haben, es sei Ausdruck der Selbstgefälligkeit der Band gewesen. Mindestens drei der Stücke auf dem Album seien unfertig gewesen.
Die zum Album geplante Tournee begann noch vor der offiziellen Veröffentlichung von Iron Fist, weshalb Motörhead zunächst keine neuen Stücke spielte. Auf Drängen von Taylor wurde die Setlist um Titel vom Album ergänzt, was bei den Zuschauern nicht gut ankam, weil sie die meisten Lieder noch nicht kannten. Während der Tour kam erstmals eine vertikal verstellbare Bühne zum Einsatz. Am Anfang der Shows war sie hochgefahren und wurde während die Musik einsetzte abgesenkt. Zugleich sollte in Anlehnung an den Albumtitel eine riesige Faust zum Einsatz kommen, an deren Fingerspitzen Scheinwerfer befestigt waren und die sich langsam öffnen sollte, während die Bühne abgesenkt wurde. Allerdings funktionierte die Technik nicht, sodass die Faust nur bei der ersten Show zum Einsatz kam.

## Titelliste
1. Iron Fist – 2:55
2. Heart of Stone – 3:04
3. I'm the Doctor – 2:43
4. Go to Hell – 3:10
5. Loser – 3:57
6. Sex & Outrage – 2:10
7. America – 3:38
8. Shut It Down – 2:41
9. Speedfreak – 3:28
10. (Don't Let 'Em) Grind You Down – 3:08
11. (Don't Need) Religion – 2:43
12. Bang to Rights – 2:43

## Kritiken
Jason Birchmeier von Allmusic bemängelt die im Vergleich zu den Vorgängern schwächere Produktion. Die Gitarre sei zu sehr in den Vordergrund gemischt und klinge zu poliert. Er hält Iron Fist trotzdem für ein erstklassiges Album und das letzte wirklich gute der Band. Für das Musikmagazin  Rock Hard klingt das Album „im Vergleich zu den Vorgängern etwas schludrig“, worüber spätere Klassiker der Band wie das Titellied nicht hinwegtäuschen könnten. Jörg Brenzel vom Onlinemagazin Sleaze-Metal bemerkt, dass das Album von vielen Fans der Band als „schwache Scheibe“ angesehen wird. Der Kritiker selber sieht es insgesamt als gutes Album, das mit Heart of Stone, America und Loser einige weniger gute Titel enthalte.